# 前510年代
| 千纪： | 前1千纪 |
| 世纪： | 前7世纪 \| 前6世纪 \| 前5世纪                                                                              |
| 年代： | 前540年代 \| 前530年代 \| 前520年代 \| 前510年代 \| 前500年代 \| 前490年代 \| 前480年代                    |
| 年份： | 前519年 \| 前518年 \| 前517年 \| 前516年 \| 前515年 \| 前514年 \| 前513年 \| 前512年 \| 前511年 \| 前510年 |

前510年代從前519年1月1日開始，於前510年12月31日結束。

## 大事记
- 前519年，周王子朝逐其弟周敬王，嗣位，周敬王出奔狄泉。蔡悼侯卒於楚，子蔡昭侯嗣位。
- 前518年，杞平公卒，子杞悼公嗣位。
- 前517年，魯昭公與大夫郈氏、臧氏，起兵攻季孫意如，三桓起兵反攻魯昭公，魯昭公奔齊。宋元公卒，子宋景公嗣位。
- 前516年春，齊攻克魯鄆城，使魯昭公居住。秋，楚平王卒，子楚昭王嗣位。晉、燕二國攻齊，齊命田穰苴為帥，敗晉燕聯軍。冬，晉大夫知躒率軍助周敬王攻克洛陽，王子朝奔楚國。
- 前515年，吳公子光使專諸刺殺吳王僚，公子光嗣位，是為闔廬。楚大夫費無極誣陷伯郤宛欲殺令尹囊瓦，囊瓦殺伯郤宛，伯卻宛子伯嚭奔吳國。囊瓦殺費無極以自解。
- 前514年，晉殺大夫祁盈、杨食我。鄭定公卒，子鄭獻公嗣位。滕悼公卒，子滕頃公嗣位。闔廬派遣要離刺殺吳王僚之子慶忌。
- 前513年，晉大夫趙鞅、荀寅鑄鼎，史稱刑鼎。
- 前512年，晉頃公卒，子晉定公嗣位，兵家孫武以孫子兵法进上吳王闔廬。吳滅徐國，徐國君主章禹奔楚。吳又滅鍾吾國。
- 前511年，薛獻公卒，子薛襄公嗣位。
- 前510年，魯昭公卒。